# گمینا کامینگتس
گمینا کامینگتس (به لهستانی:  Gmina Kamieniec) یک گمینا در لهستان است که در شهرستان گروجیسک ویلکوپولسکی واقع شده‌است. گمینا کامینگتس ۱۳۲٫۲۳ کیلومتر مربع مساحت و ۶٬۴۹۸ نفر جمعیت دارد.